# Platycynorta secunda
Platycynorta secunda is een hooiwagen uit de familie Cosmetidae.